# Renata Berkyová
Renata Berkyová (* 1985, Rimavská Sobota) je slovenská  básnířka a prozaička. Jako romistka se zabývá poválečnými dějinami Romů zdůrazňující genocidu v romských komunitách i holokaustem obecně. Píše ve slovenštině, češtině i romštině.

## Životopis
Renata Berkyová prožila dětství v obci Velké Teriakovce. Psaní básní se věnovala již od jedenácti let, hodně četla, ale věnovala se také skautingu v Rimavské Sobotě.
Studovala romistiku na Filozofické fakultě Univerzity Karlovy v Praze. V roce 2020 zde na Katedře středoevropských studií obhájila diplomovou práci „Přeživší tzv. cikánského tábora v Letech u Písku v kontextu žádostí o odškodnění dle zákona 255/1946“.
Během studia začala psát intimní a milostnou lyrickou poezii. Do povědomí veřejnosti se dostala díky prvnímu místu v kategorii poezie v prvním ročníku Literární Ceny Mileny Hübschmannové. Debutovala ve sborníku To nej… z Literární ceny Mileny Hübschmannové. Její básně byly publikovány v rámci projektu Šukar laviben le Romendar / Romové píší (2010, server Romea.cz). V roce 2011 publikovala svoji tvorbu v romském vydání časopisu pro světovou literaturu PLAV. Byla zařazena do antologií tvorby romských autorů vydaných na Slovensku, v Německu atd.
Od roku 2021 působí jako doktorandka v Ústavu hospodářských a sociálních dějin, na Filozofické fakultě Univerzity Karlovy. Odborné zaměření její disertační práce je válečná a poválečná historie Romů a Sintů v Československu, odškodnění a politika paměti národa.

### Pracovní aktivity
- 2011 – 2012 koordinátor programu pro mládež, Open Society Fund Praha
- 2016 – 2018 metodička multikulturního vzdělávání, Somatopedická společnost, Pedagogická fakulta Univerzity Karlovy
- 2/2018 – 11/2018 redaktorka, spolueditorka knihy Amendar, Muzeum romské kultury, Brno
- 2018 –  výzkumná pracovnice, Ústav pro soudobé dějiny AV ČR, v. v. i.

### Zahraniční pobyty a stáže
- 2010 – Open Society Fundations, jazykový kurz, Bulharsko
- 2011 – Roma fellow, OSF Praha, Open Society Institute in Budapest
- 2013 – Intenzivní kurz multimediálních dovedností, International project: Europe – A Homeland for the Roma. University of Miamy, School of Communication
- 2014 – Mediální kurz, Vyšší odborná škola publicistiky, Praha

- 1/2024 – 4/2024 Visiting Fellow, Jack, Joseph and Morton Mandel Center for Advanced Holocaust Studies, United States Holocaust Memorial Museum in Washington DC

### Členství v institucích a komisích
- 2015–2017 členství v Dotační komisi programu Podpory implementace Evropské charty regionálních či menšinových jazyků. Úřad vlády České republiky
- 2018–2019 členství v komisi Stipendijního programu pro romské studenty, Romea, o.p.s.
- 2018–2019 členka pracovní skupiny ustavené Muzeem pro romskou kulturu v Brně pro přípravu podkladů pro architektonickou soutěž na památník v Letech u Písku
- 2020 – dosud členka redakce časopisu romistických studií Romano džaniben
- 2021–2022  členství v pracovní skupině pro tvorbu expozice Památníku holokaustu Romů a Sintů v Čechách (Muzeum romské kultury, Brno)
- 12/2023 – dosud členka programového výboru platformy Dějiny ve veřejném prostoru

### Grantové a výzkumné projekty
- 2008–2009 Jazykový atlas centrální romštiny, GA ČR, GA405/08/0513, výzkumný terénní pracovník.
- 2018–2021 Research on the Genocide of the Roma during the Second World War. Database of Romani Victims of the Genocide who Applied for Compensation (ÚSD, Bader Philanthropies, č. projektu: 020500).
- 2022–2023 Romani Voices for the Recognition of the Genocide (ÚSD, Bader Philanthropies Foundation)
- 2023– 024 Romani Voices for the Recognition of the  Genocide II (ÚSD, Bader Philanthropies Foundation)

### Autorská, odborná spolupráce
- 2014 – Stíny romského holocaustu – režie, námět, scénář. (Romea, Transitions Online)
- 2016 – Kapitoly metodické příručky, multikulturní výchovy pro učitele ZŠ. Somatopedická společnost, Pedagogická fakulta UK
- 2017–2018 seriál Lynč – odborný poradce. (Česká televize)
- 2019 – Lety – scénář, odborné rešerše. (Romea, o.p.s.)
- 2020 – Marco Effect, Oddělení Q – odborný jazykový poradce. (IdeFilm, Dánsko)[10]

Věnuje se lektorské činnosti jako příklad lze uvést kurz Romské dítě z odlišného sociokulturního prostředí pro asistenty pedagoga (2016), kurz Romská literatura pro žáky, pro pedagogy (2018) nebo Stipendijní program pro romské studenty (2018–2020). Účastní se konferencí a workshopů, kde se zabývá genocidou českých Romů a Sintů ve 20. století.
V roce 2024 získala stipendium Randolpha a Elizabeth Brahamových za svůj projekt „Utváření paměti holocaustu Romů a Sintů za komunismu v Československu“. 
S rodinou, má dvě děti, žije v Praze. Její bratr je Pavel Berky.